# Dion Drena Beljo
Dion Drena Beljo (Zagreb, 1 de marzo de 2002) es un futbolista croata que juega de delantero en el G. N. K. Dinamo Zagreb de la Primera Liga de Croacia.

## Trayectoria
Nacido en Zagreb, comenzó su carrera en el H. N. K. Cibalia Vinkovci. En su temporada de debut acumuló 10 goles y 9 asistencias.

## Vida personal
Se llama Dion en honor a Dioniso, el dios griego del vino, mientras que Drena era el apodo de su abuelo.

## Estadísticas

### Clubes
Actualizado al último partido disputado el 7 de noviembre de 2024.
| Club                       | Div.          | Temporada     | Liga  | Liga  | Copas nacionales | Copas nacionales | Copas internacionales | Copas internacionales | Total | Total |
| Club                       | Div.          | Temporada     | Part. | Goles | Part.            | Goles            | Part.                 | Goles                 | Part. | Goles |
| -------------------------- | ------------- | ------------- | ----- | ----- | ---------------- | ---------------- | --------------------- | --------------------- | ----- | ----- |
| N. K. Osijek II · Croacia  | 3.ª           | 2019-20       | 14    | 4     | —                | —                | —                     | —                     | 14    | 4     |
| N. K. Osijek II · Croacia  | 3.ª           | 2020-21       | 24    | 5     | —                | —                | —                     | —                     | 24    | 5     |
| N. K. Osijek II · Croacia  | Total club    | Total club    | 38    | 9     | 0                | 0                | 0                     | 0                     | 38    | 9     |
| N. K. Osijek · Croacia     | 1.ª           | 2019-20       | 6     | 0     | 0                | 0                | —                     | —                     | 6     | 0     |
| N. K. Osijek · Croacia     | 1.ª           | 2020-21       | 9     | 1     | 1                | 0                | —                     | —                     | 10    | 2     |
| NK Istra 1961 · Croacia    | 1.ª           | 2021-22       | 34    | 15    | 3                | 5                | —                     | —                     | 37    | 20    |
| NK Istra 1961 · Croacia    | Total club    | Total club    | 34    | 15    | 3                | 5                | 0                     | 0                     | 37    | 20    |
| N. K. Osijek · Croacia     | 2.ª           | 2022-23       | 16    | 8     | 2                | 1                | 1                     | 0                     | 19    | 9     |
| N. K. Osijek · Croacia     | Total club    | Total club    | 31    | 9     | 3                | 1                | 1                     | 0                     | 35    | 10    |
| F. C. Augsburgo · Alemania | 1.ª           | 2022-23       | 18    | 3     | 0                | 0                | —                     | —                     | 18    | 3     |
| F. C. Augsburgo · Alemania | 1.ª           | 2023-24       | 26    | 2     | 1                | 0                | —                     | —                     | 27    | 2     |
| F. C. Augsburgo · Alemania | Total club    | Total club    | 44    | 5     | 1                | 0                | 0                     | 0                     | 45    | 5     |
| SK Rapid Viena · Austria   | 1.ª           | 2024-25       | 12    | 7     | 3                | 3                | 9                     | 2                     | 24    | 12    |
| SK Rapid Viena · Austria   | Total club    | Total club    | 12    | 7     | 3                | 3                | 9                     | 2                     | 24    | 12    |
| Total carrera              | Total carrera | Total carrera | 159   | 45    | 10               | 9                | 10                    | 2                     | 179   | 56    |